# Liste der Nummer-eins-Hits in Frankreich (1994)
Diese Liste enthält alle Nummer-eins-Hits in Frankreich im Jahr 1994. Es gab in diesem Jahr zwölf Nummer-eins-Singles und 14 Nummer-eins-Alben.
| Singles | Alben |
| --- | --- |
| - Freddie Mercury – Living On My Own - 10 Wochen (31. Oktober 1993 – 8. Januar 1994, insgesamt 12 Wochen; → 1993) - Bryan Adams – Please Forgive Me - 3 Wochen (9. Januar – 29. Januar) - Ace of Base – Happy Nation - 1 Woche (30. Januar – 5. Februar, insgesamt 2 Wochen) - Alain Souchon – Foule sentimentale - 1 Woche (6. Februar – 12. Februar) - Ace of Base – Happy Nation - 1 Woche (13. Februar – 19. Februar, insgesamt 2 Wochen) - Axelle Red – Sensualité - 2 Wochen (20. Februar – 5. März) - IAM – Je danse le mia - 5 Wochen (6. März – 9. April, insgesamt 8 Wochen) - Bruce Springsteen – Streets Of Philadelphia - 3 Wochen (10. April – 30. April, insgesamt 5 Wochen) - East 17 – It's Alright - 1 Woche (1. Mai – 7. Mai) - Bruce Springsteen – Streets of Philadelphia - 1 Woche (8. Mai – 14. Mai, insgesamt 5 Wochen) - IAM – Je danse le mia - 2 Wochen (15. Mai – 28. Mai, insgesamt 8 Wochen) - Bruce Springsteen – Streets Of Philadelphia - 1 Woche (29. Mai – 4. Juni, insgesamt 5 Wochen) - IAM – Je danse le mia - 1 Woche (5. Juni – 11. Juni, insgesamt 8 Wochen) - Jimmy Cliff – I Can See Clearly Now - 3 Wochen (12. Juni – 2. Juli) - Reel 2 Real feat. The Mad Stuntman – I Like to Move It - 5 Wochen (3. Juli – 6. August) - Youssou N’Dour & Neneh Cherry – 7 Seconds - 16 Wochen (7. August – 26. November) - Elton John – Can You Feel the Love Tonight? - 10 Wochen (27. November 1994 – 4. Februar 1995) | - Fredericks Goldman Jones – Rouge - 7 Wochen (5. Dezember 1993 – 22. Januar 1994) - Noir Désir – Dies irae - 1 Woche (23. Januar – 29. Januar) - Cat Stevens – The Very Best of Cat Stevens - 1 Woche (30. Januar – 5. Februar) - Ace of Base – Happy Nation - 1 Woche (6. Februar – 12. Februar, insgesamt 9 Wochen) - Alain Souchon – C'est déjà ça - 1 Woche (13. Februar – 19. Februar) - Ace of Base – Happy Nation - 5 Wochen (20. Februar – 26. März, insgesamt 9 Wochen) - Pink Floyd – The Division Bell - 1 Woche (27. März – 2. April) - Francis Cabrel – Samedi soir sur la terre - 2 Wochen (3. April – 16. April, insgesamt 29 Wochen; → 1995) - Michel Sardou – Selon que vous serez, etc, etc... - 1 Woche (17. April – 23. April) - Francis Cabrel – Samedi soir sur la terre - 17 Wochen (24. April – 20. August, insgesamt 29 Wochen) - Ace of Base – Happy Nation - 3 Wochen (21. August – 10. September, insgesamt 9 Wochen) - Mariah Carey – Music Box - 1 Woche (11. September – 17. September) - Francis Cabrel – Samedi soir sur la terre - 2 Wochen (18. September – 1. Oktober, insgesamt 29 Wochen) - Johnny Hallyday – Rough Town - 1 Woche (2. Oktober – 8. Oktober) - Francis Cabrel – Samedi soir sur la terre - 2 Wochen (9. Oktober – 22. Oktober, insgesamt 29 Wochen) - Jean Ferrat – Ferrat 95 - 1 Woche (23. Oktober – 29. Oktober, insgesamt 3 Wochen) - Nirvana – MTV Unplugged In New York - 1 Woche (30. Oktober – 5. November) - Jean Ferrat – Ferrat 95 - 2 Wochen (6. November – 19. November, insgesamt 3 Wochen) - Renaud – A la belle de mai - 2 Wochen (20. November – 3. Dezember) - The Beatles – Live at the BBC - 1 Woche (4. Dezember – 10. Dezember) - Francis Cabrel – Samedi soir sur la terre - 3 Wochen (11. Dezember – 31. Dezember, insgesamt 29 Wochen) |